# Süder Tief (Harle)
Das Süder Tief (auch: Südertief) ist ein Tief auf dem Gebiet der Stadt Wittmund im Landkreis Wittmund in Ostfriesland. Es entspringt in Moorniederungen nahe dem Wittmunder Ortsteil Collrunge, verläuft südlich an Ardorf vorbei, fließt mäandernd in Richtung Nordosten und vereinigt sich im Stadtteil Willen mit dem Norder Tief zur Harle. In das Süder Tief mündet unter anderem der Siedlungsgraben und die Schnapper Leide.